# 旱坑子
旱坑子，原寫為旱坑兒，是臺灣新竹縣新埔鎮的一個傳統地域名稱，位於該鎮中部偏北。相較於今日行政區，其範圍大致為旱坑里西北大半部。
旱坑子地區除西南部外，其餘均位於鳳山溪右岸支流旱坑溪流域範圍內。

## 歷史
台灣清治末期至日治初期，旱坑子地區為一街庄，稱為「旱坑兒庄」，隸屬於竹北二堡。該庄輪廓呈東北－西南走向狹長形，西北邊及北邊與大平窩庄為鄰，東北邊與四座屋庄為鄰，東南邊及南邊為樟樹林庄，西南邊東側較大段隔鳳山溪與犁頭山庄為界，西側較小段與枋寮庄為界。
1901年（日治明治三十四年）11月，全台廢縣廳改設二十廳，該庄隸屬於新竹廳。1909年（明治四十二年）10月，合併二十廳為十二廳，該庄隸屬不變。1920年（大正九年），廢十二廳改設五州二廳，該庄改制並雅化為「旱坑子」大字，隸屬於新竹州中壢郡新埔庄。1941年，新埔庄升格為新埔街。
戰後新埔街改制為新埔鎮，隸屬於新竹縣，大字亦改制為里。1950年桃、竹、苗分治，新埔鎮隸屬不變。

## 交通
鄉道竹13線是羊喜窩尾至新埔的道路，大致以縱向轉東北—西南走向蜿蜒經過旱坑子地區中部，向北轉東北可前往羊喜窩尾並止於鄉道竹12線路口，向南可前往下樟樹林、新埔市區並止於縣道118號路口。
鄉道竹14線是下枋寮至新埔的道路，大致以西北西—東南東走向轉西北—東南走向經過本地區西南部，向西北西可前往枋寮、下枋寮並止於鳳山溪橋，向東南可前往新埔市區並止於縣道118號路口。